# Serge Mesonès
Serge Mesonès, né le 15 mars 1948 à Decazeville et mort le 1er novembre 2001 dans la même ville lors d'un match avec le Variétés Club de France, est un footballeur, un militant politique et un auteur d'ouvrages sportifs français.

## Biographie
Il passe à la postérité pour son but égalisateur en finale de la Coupe de France 1979 face au FC Nantes, lors de laquelle il est aussi le capitaine de l'AJ Auxerre.
Militant communiste, il est membre du cabinet sport du PCF avant d'entrer au ministère de Marie-George Buffet en 1997. Il collabore également à La Montagne et à L'Humanité.
Il meurt sur le terrain du club pour lequel il porte les couleurs entre 1966 et 1968.

## Carrière
- 1961-1966 : Viviez  France
- 1966-1968 : Aubin  France
- 1968-1972 : AS Moulins  France
- 1972-1974 : Châteauroux  France
- 1974-1975 : AS Nancy-Lorraine  France
- 1975-1980 : AJ Auxerre  France[3]

## Palmarès

### En club
- Champion de France de Division 2 en 1975 avec l'AS Nancy-Lorraine et en 1980 avec l'AJ Auxerre
- Finaliste de la Coupe de France en 1979 avec l'AJ Auxerre

### Statistiques
- 9 matchs en Division 1
- 206 matchs et 70 buts en Division 2

## Ouvrages
- Serge Mesonès, A. J. Auxerre ou l'Aventure programmée.

- Serge Mesonès et Eugène Saccomano, Guy Roux entraîneur de ma vie.

- Bruno Cardoso et Serge Mesonès, Mondial tronches 98.

## Hommages
- Pour lui rendre hommage, un tournoi de poussins porte son nom dans le club de l'AS Moulins où il a évolué entre 1968 et 1972.
- Un stade porte son nom à Yzeure où évoluent les féminines.
- Un gymnase porte son nom à Auxerre.
- Un complexe sportif comprenant un gymnase porte son nom à Aubagne.
- Une plaque commémorative porte son nom à l'entrée du stade Léo Paul Goryl de Aubin (12) où il disputa son dernier match.

### Trophée Serge-Mesonès
Le Trophée Serge-Mesonès a été créé en 2002 pour rendre hommage à l'ancien capitaine de l'AJA Serge Mesonès, décédé lors d'un match amical en 2001 à Aubin dans l'Aveyron. Chaque année le trophée oppose les anciens de l'AJA à une autre équipe d'anciens joueurs. En 2006, le trophée Serge-Mesonès précéda le Challenge Guy-Roux, jubilé organisé en l'honneur de Guy Roux qui avait quitté ses fonctions en juin 2005.